# Saint-Derrien
Saint-Derrien település Franciaországban, Finistère megyében. Lakosainak száma 846 fő (2022. január 1.). Saint-Derrien Plounéventer, Lanhouarneau, Plougar, Saint-Servais és Saint-Vougay községekkel határos.

## Népesség
A település népessége az elmúlt években az alábbi módon változott:
| Lakosok száma | 634  | 582  | 531  | 682  | 814  | 810  | 811  | 821  | 829  | 846  |
|               | 1968 | 1982 | 1990 | 2006 | 2013 | 2015 | 2017 | 2019 | 2020 | 2022 |